# Meridià 173 a l'est
El meridià 173 a l'est de Greenwich és una línia de longitud que s'estén des del pol Nord travessant l'oceà Àrtic, Àsia, l'oceà Índic, l'oceà Antàrtic, Nova Zelanda i l'Antàrtida fins al pol Sud.
El meridià 173 a l'est forma un cercle màxim amb el meridià 7 a l'oest. Com tots els altres meridians, la seva longitud correspon a una semicircumferència terrestre, uns 20.003,932 km. Al nivell de l'Equador, és a una distància del meridià de Greenwich de 19.258 km.

## De Pol a Pol
Començant en el pol Nord i dirigint-se cap al pol Sud, aquest meridià travessa:
| Coordenades                               | País, territori o mar   | Notes |
| ----------------------------------------- | ----------------------- | --- |
| 90° 0′ N, 173° 0′ E / 90.000°N,173.000°E  | Oceà Àrtic              | |
| 73° 12′ N, 173° 0′ E / 73.200°N,173.000°E | Mar de Sibèria Oriental | |
| 69° 52′ N, 173° 0′ E / 69.867°N,173.000°E | Rússia                  | Districte autònom de Txukotka Krai de Kamtxatka — des de 62° 23′ N, 173° 0′ E / 62.383°N,173.000°E               |
| 61° 25′ N, 173° 0′ E / 61.417°N,173.000°E | Mar de Bering           | |
| 52° 59′ N, 173° 0′ E / 52.983°N,173.000°E | Estats Units            | Alaska — Illa d'Attu                                                                                             |
| 52° 47′ N, 173° 0′ E / 52.783°N,173.000°E | Oceà Pacífic            | |
| 3° 24′ N, 173° 0′ E / 3.400°N,173.000°E   | Kiribati                | Illes Makin |
| 3° 23′ N, 173° 0′ E / 3.383°N,173.000°E   | Oceà Pacífic            | passa a l'est de l'atol Butaritari, Kiribati (a 3° 10′ N, 172° 58′ E / 3.167°N,172.967°E)                        |
| 1° 52′ N, 173° 0′ E / 1.867°N,173.000°E   | Kiribati                | Atols Abaiang i Tarawa                                                                                           |
| 1° 19′ N, 173° 0′ E / 1.317°N,173.000°E   | Oceà Pacífic            | |
| 1° 1′ N, 173° 0′ E / 1.017°N,173.000°E    | Kiribati                | Atol Maiana |
| 0° 50′ N, 173° 0′ E / 0.833°N,173.000°E   | Oceà Pacífic            | |
| 34° 23′ S, 173° 0′ E / 34.383°S,173.000°E | Nova Zelanda            | Illa del Nord — Península de Northland, passa prop de les illes del punt més septentrional, les Roques Surville. |
| 34° 48′ S, 173° 0′ E / 34.800°S,173.000°E | Oceà Pacífic            | |
| 40° 48′ S, 173° 0′ E / 40.800°S,173.000°E | Nova Zelanda            | Illa del Sud |
| 43° 4′ S, 173° 0′ E / 43.067°S,173.000°E  | Oceà Pacífic            | Badia de Pegasus                                                                                                 |
| 43° 39′ S, 173° 0′ E / 43.650°S,173.000°E | Nova Zelanda            | Illa del Sud — Península de Banks                                                                                |
| 43° 53′ S, 173° 0′ E / 43.883°S,173.000°E | Oceà Pacífic            | |
| 60° 0′ S, 173° 0′ E / 60.000°S,173.000°E  | Oceà Antàrtic           | |
| 77° 30′ S, 173° 0′ E / 77.500°S,173.000°E | Antàrtida               | Dependència de Ross, reclamat per Nova Zelanda                                                                   |